# Bókoló gyömbérgyökér
A bókoló gyömbérgyökér (Geum rivale) a rózsavirágúak (Rosales) rendjébe, ezen belül a rózsafélék (Rosaceae) családjába tartozó faj.

## Előfordulása
A bókoló gyömbérgyökér elterjedési területe egész Észak- és Közép-Európa, nyugaton a Brit-szigetekig, dél felé Franciaország és a volt Jugoszlávia déli részéig terjed. A növény, még őshonos Közép-Ázsiában és Észak-Amerikában is.

## Megjelenése
A bókoló gyömbérgyökér 20-60 centiméter magas, évelő növény. Szára felálló, kissé elágazó és különösen a felső részén mirigyszőrös. Hosszú nyelű tőlevelei szaggatottan szárnyaltak, a csúcsi levélke jóval nagyobb a többinél. A felső szárlevelek három karéjúak vagy tagolatlanok. A virágok bókolók, egyesével vagy kevés virágú sátorvirágzatban helyezkednek el. A csészelevelek vörösbarnák, a szirmok külső oldalukon vörösesek, belül sárgák.

## Életmódja
A bókoló gyömbérgyökér nedves rétek, liget- és láperdők, síklápok, patakpartok, magaskórós társulások lakója, 2000 méter magasságig megtalálható. A tápanyagban gazdag, szivárgó víztől nedves, időszakosan elárasztott humuszos vályog- vagy agyagtalajokat kedveli. A virágzási ideje április - május között van, de néha júliusig is virít. A megporzást rovarok végzik, horgas termései állatokra akaszkodnak.

## Hibridjei

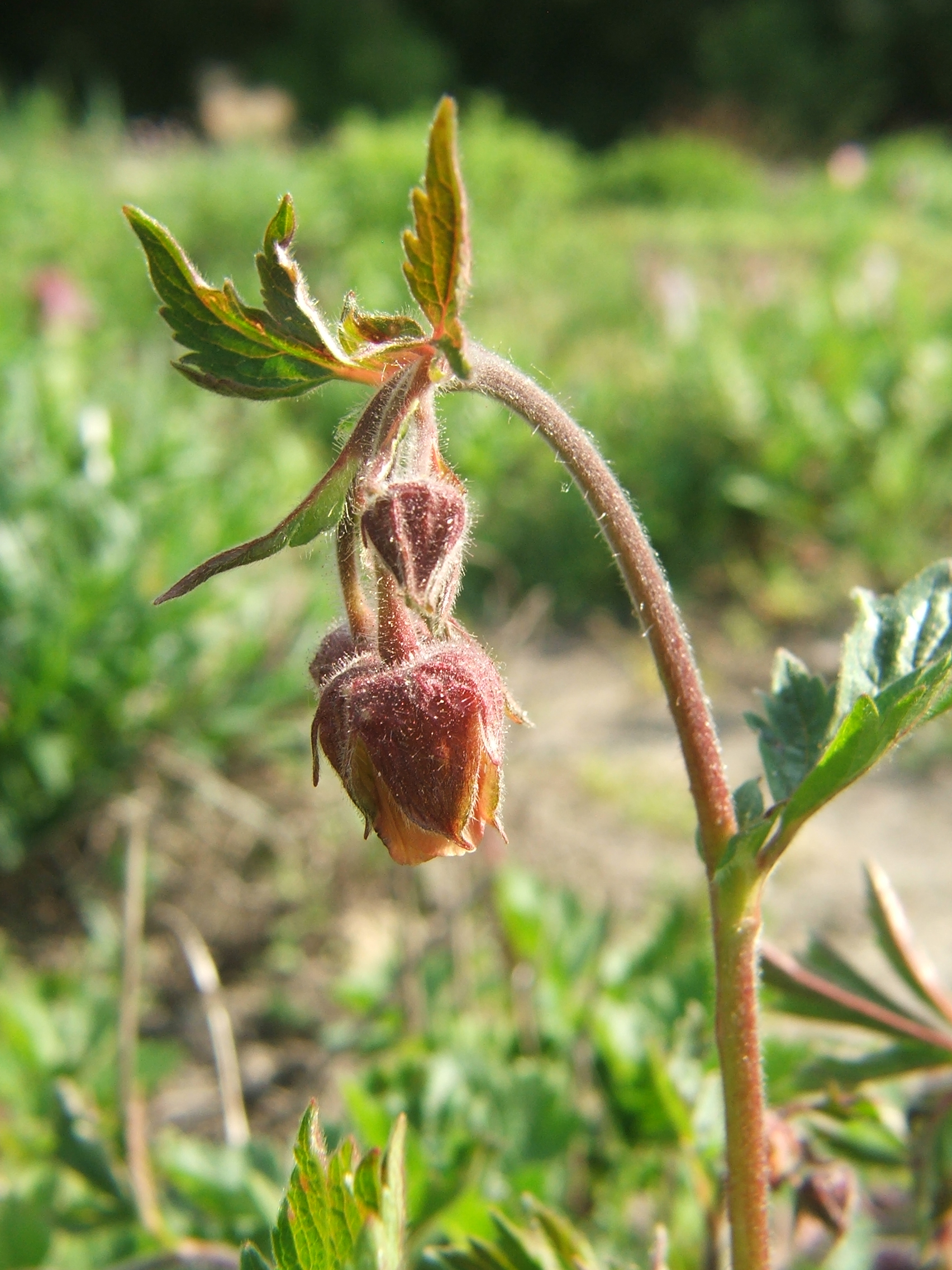
Geum x sudeticum

- Geum x aurantiacum Fr. - szülők: Geum rivale és Geum aleppicum Jacq.
- Geum x pratense Pau
- Geum x pulchrum Fernald
- Geum x sudeticum Tausch - szülők: Geum rivale és Geum montanum L.
- Geum x thomasianum Ser.

## Képek

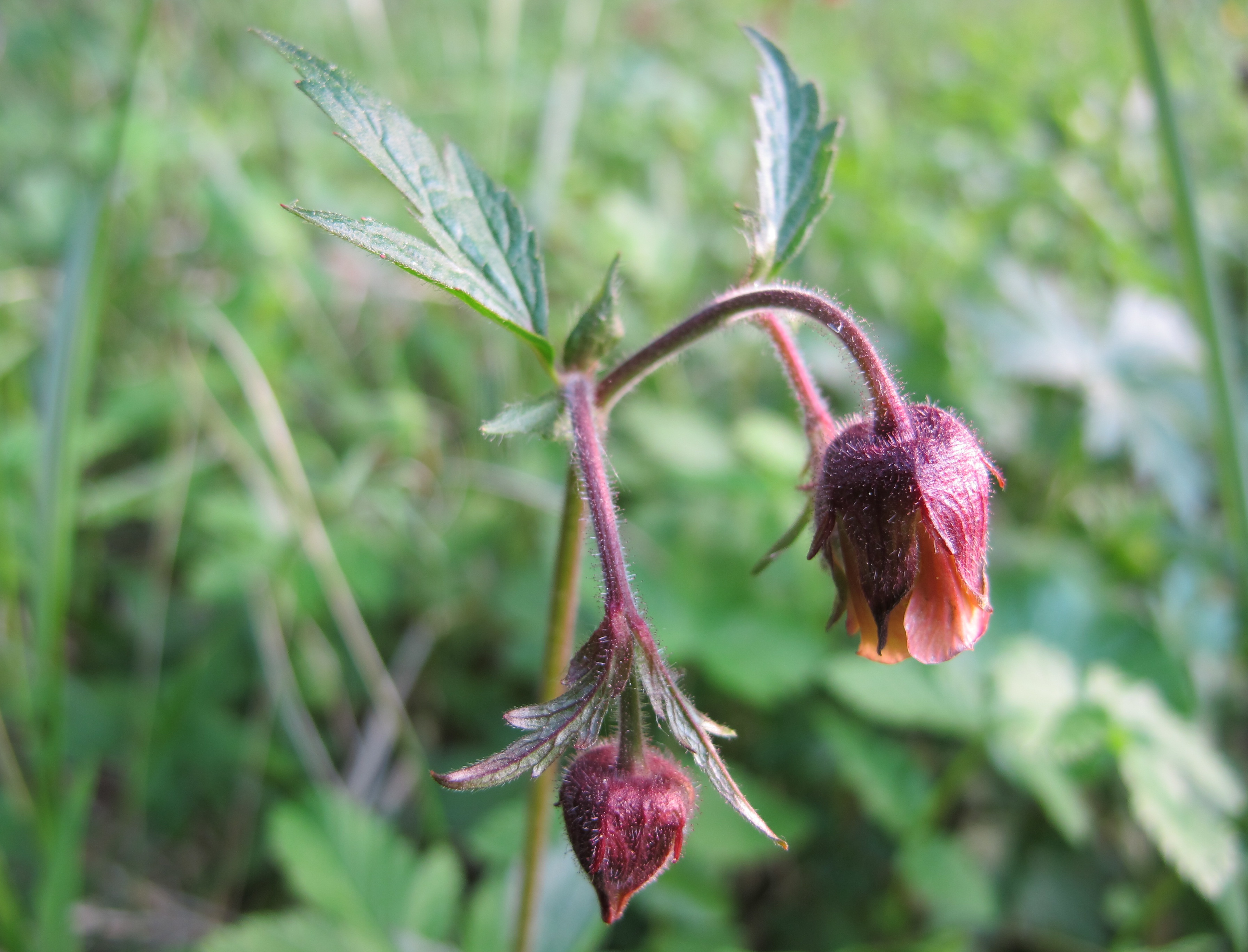
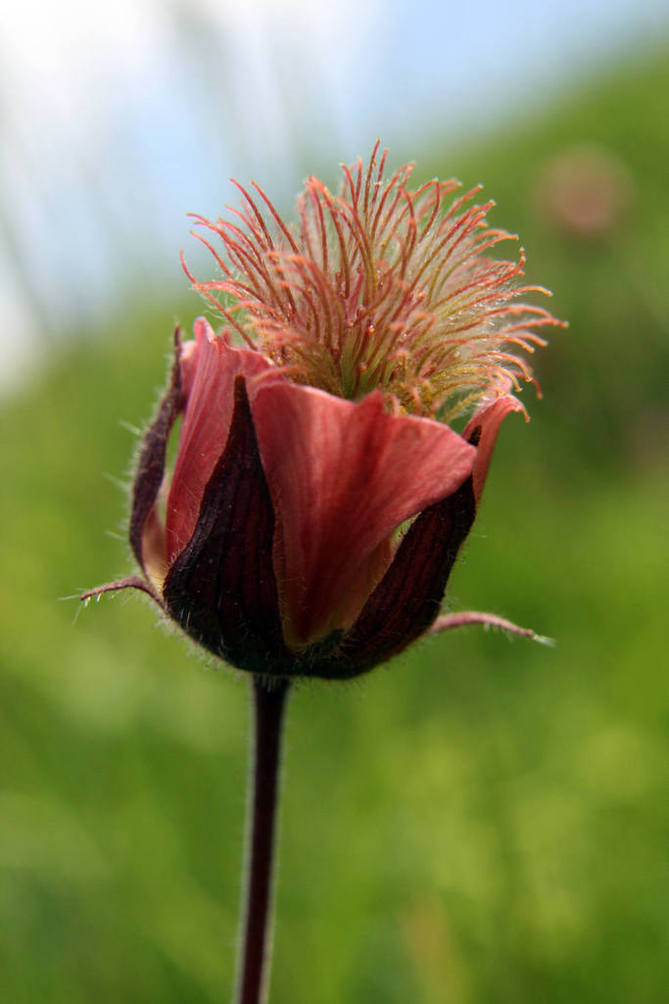
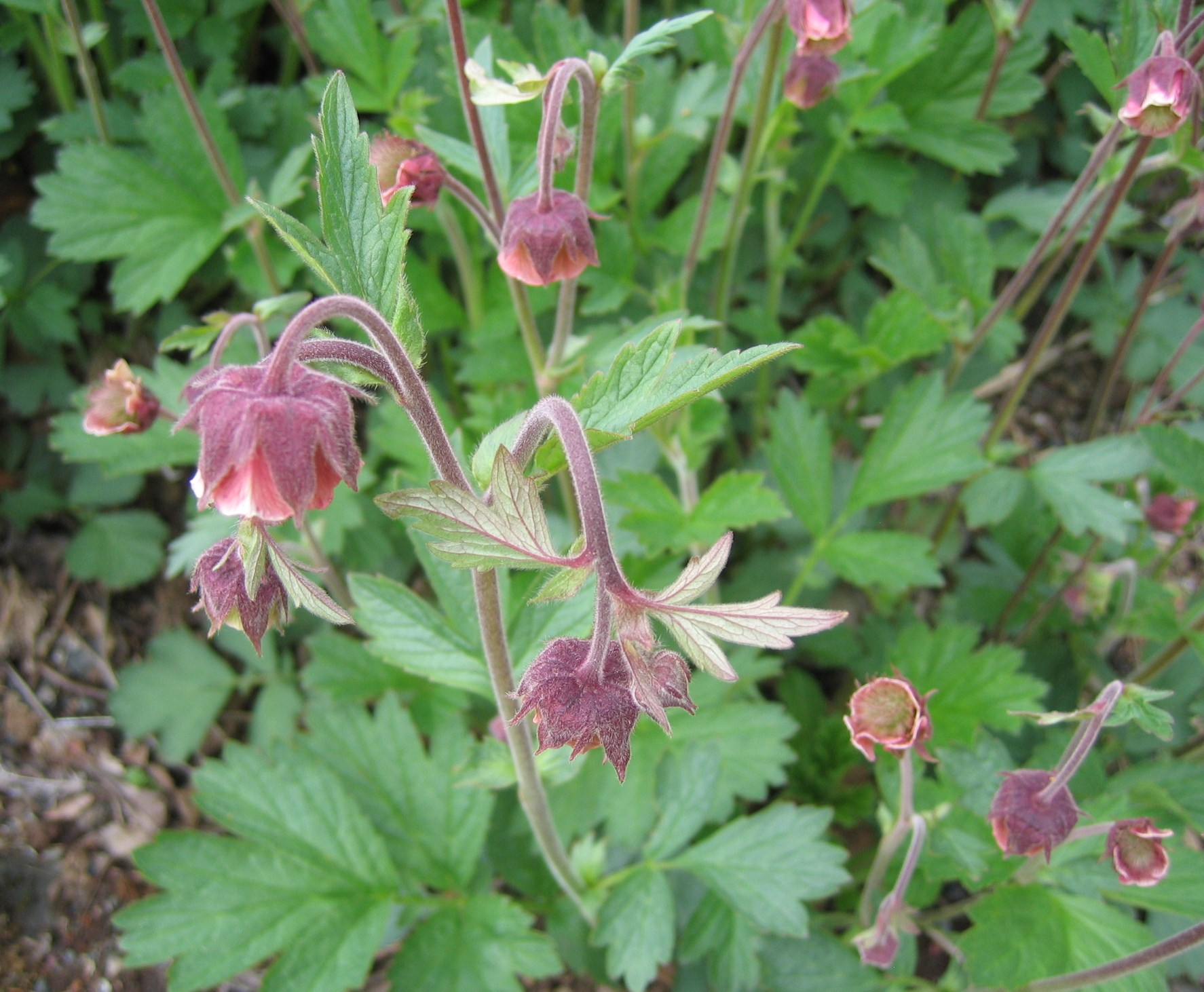
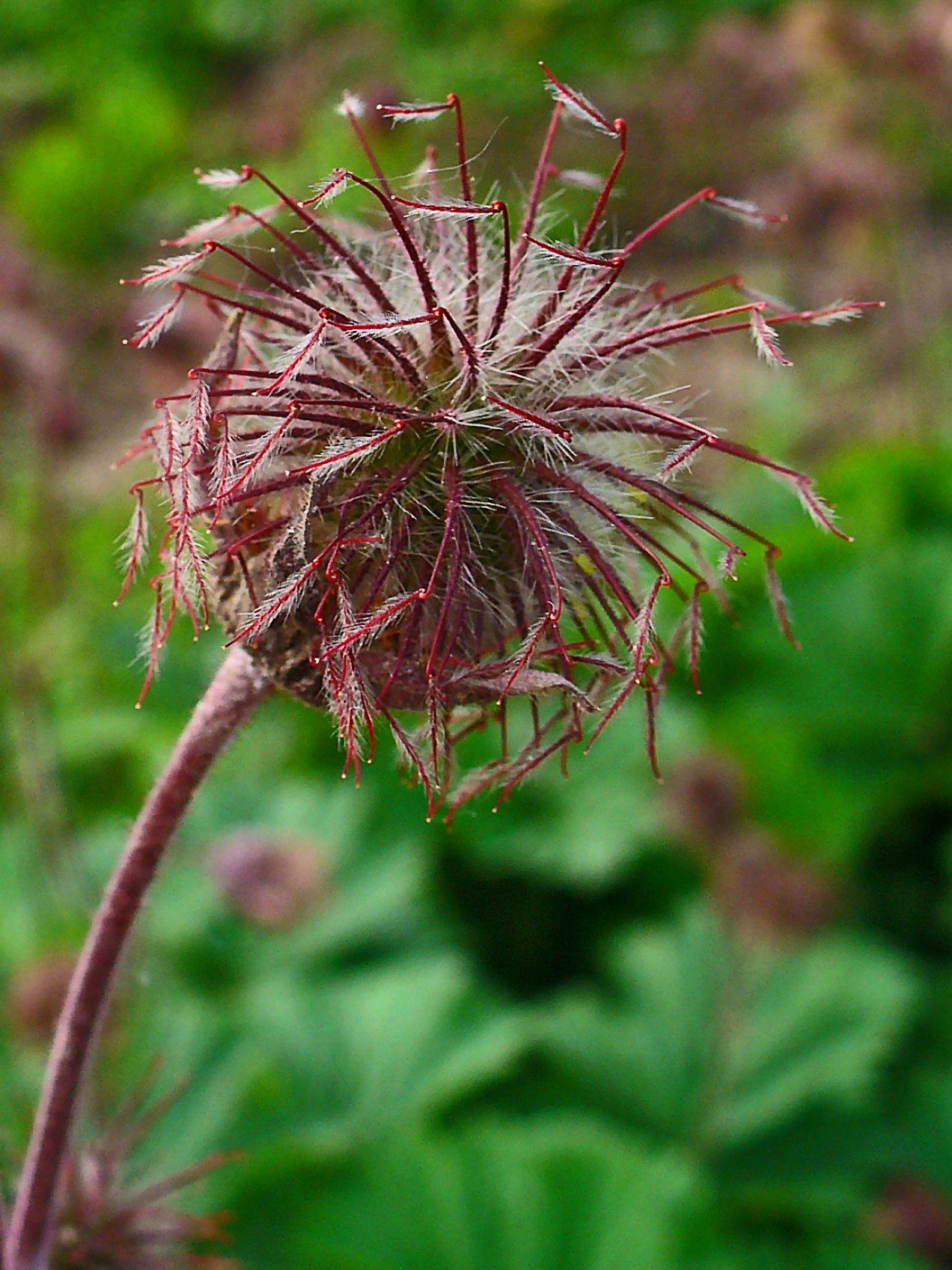
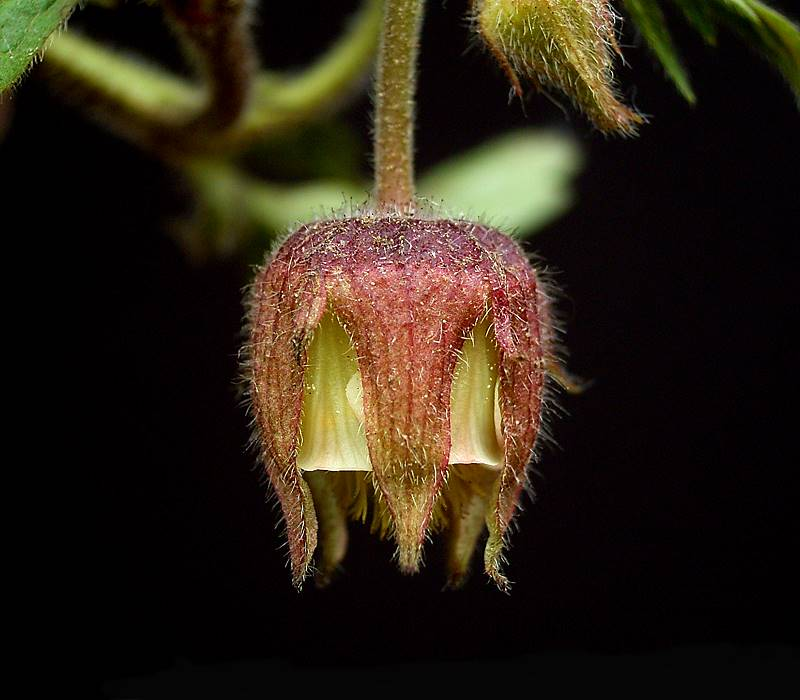
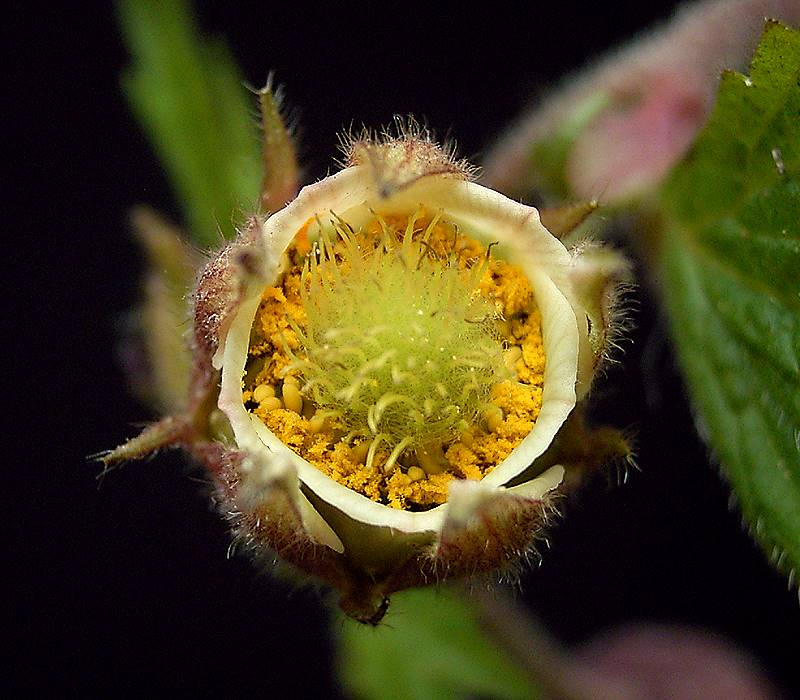
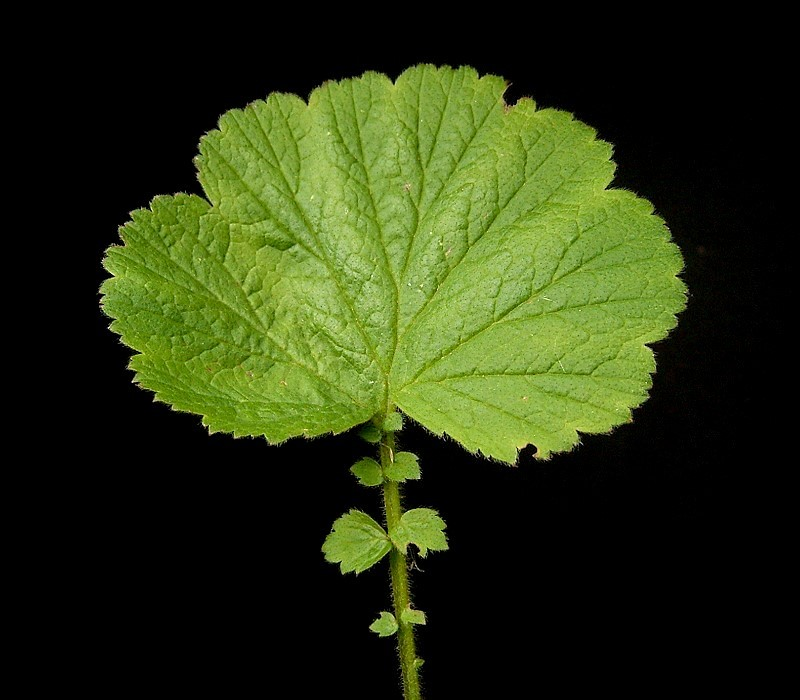
Levele
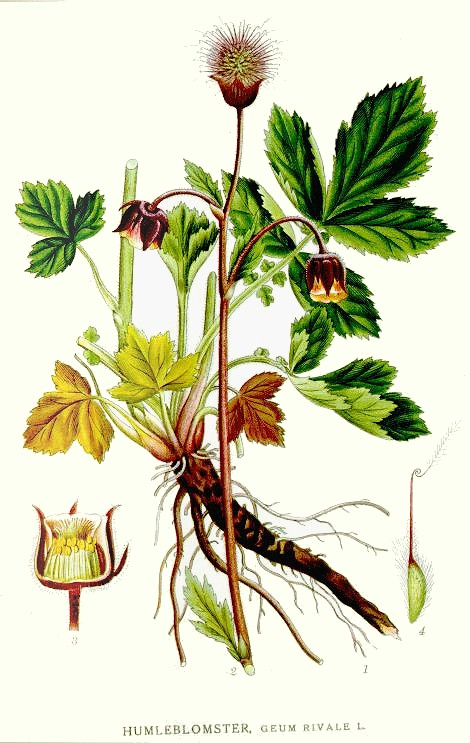
Rajz a növény részeiről